# Gable Carr
Gable Carr (* 29. November 1979 in Los Angeles, Kalifornien) ist eine US-amerikanische Schauspielerin. 

## Karriere
Carr gab ihr Schauspieldebüt 2003 in der Filmkomödie College Animals und verkörperte wie in dessen Fortsetzung College Animals 2 (2006) die Rolle der Rachel. 2007 spielte sie in einer Folge der Fernsehserie Stupidface mit. Im Jahr darauf verkörperte sie in dem Fernsehfilm Squeegees die junge Sigourney Weaver.

## Filmografie
- 2003: College Animals (National Lampoon Presents Dorm Daze)
- 2006: College Animals 2 (National Lampoon’s Dorm Daze 2)
- 2007: Stupidface (Fernsehserie, Episode 1x08 Bringing Sexy Back)
- 2008: Squeegees (Fernsehfilm)